# MK Bné Jehúdá Tel-Aviv
A Bné Jehúda (héber betűkkel מועדון כדורגל בני יהודה תל-אביב Móádón Kadúregel Bné Jehúdá Tel-Aviv, izraeli angol átírásban Moadon Kaduregel Bnei Yehuda Tel-Aviv, közelítő fordításban: Júda fiai Tel-Aviv Labdarúgóklub) egy izraeli labdarúgócsapat, székhelye Tel-Aviv Hatikvá negyedében található.
A Bné Jehúdá 1990-ben megnyerte az izraeli bajnokságot, 1968-ban és 1981-ben pedig elhódította az izraeli kupát.

## Története
A csapatot Nátán Szulámí és barátai alapították 1936 januárjában. A klub 1959-ben szerepelt először az élvonalban, ahol rögtön az 5. helyen zárt, majd évekig az izraeli bajnokság középcsapataként szerepelt.
1965-ben bejutott az izraeli kupa döntőjébe (ekkor még Izrael Állam labdarúgókupája néven rendezték meg), azonban 2–1-es vereséget szenvedett a Makkabi Tel-Avivval szemben.
1968-ban újfent bejutott az izraeli labdarúgókupa döntőjébe, ahol 1–0-s arányban legyőzte a Hapóél Petah Tikvá csapatát, mellyel történelme első jelentősebb trófeáját szerezte.
A siker ellenére a Bné Jehúdá rendre kiesés közeli helyeken fejezte be a pontvadászatot, majd az 1971–1972-es szezonban a 15. helyen végzett, így rövid időre búcsúzott az élvonaltól. Az 1972–1973-as másodosztály küzdelmeit megnyerte, majd az ismét első osztályú versengést a 11. helyen zárta. Az öröm csak a következő szezonig tartott, hiszen a 18 csapatosra duzzasztott élvonal 17. helyén zárt, így újra kiesett a másodosztályba, amelyet ismét az első helyen fejezett be. A másodosztályú bajnok az izraeli kupában a döntőig menetelt, ahol ezúttal az Makkabi Netánjá állta útját: a kupadöntőn 2–1-re legyőzte a Bné Jehudát.
A klub történelmének egyik legsikeresebb időszaka az 1970-es évek végére, illetve az 1980-as évek elejére tehető. A siker kovácsa Slómó Sarf vezetőedző lett, aki az 1980–1981-es szezonban bajnoki ezüstéremig, majd a Hapóél Tel-Aviv elleni kupadöntőn 4–3-as hosszabbításbeli győzelemig vezette csapatát. A Bné Jehúdá egy évvel később a dobogó harmadik fokán végzett, majd a hirtelen jött kiváló szereplés hamarosan fekete napokhoz vezetett: az 1983–1984-es szezonban a csapat kiesett a másodosztályba.
Ahogy története során már két alkalommal tette azt, az élvonaltól csak egy évet töltött távol, és ismét másodosztályú bajnoki címmel üdvözölte Izrael legjobb labdarúgócsapatait. Első osztályú szereplésének következő néhány éve a tenger hullámaihoz hasonlatos: 5., 2. 10., 11. helyezések követték egymást, mígnem a Gíórá Spígel vezette Bné Jehúdá az 1989–1990-es szezonban – mindmáig egyetlen – bajnoki címet ünnepelt, majd két szezonnal később diadalmaskodott a Totó-kupában.
A sikercsapat még egy ezüstéremmel és egy bronzéremmel ajándékozta meg a szurkolókat, majd hat évig a 10. hely körüli pozíciókon végzett. Az újabb fekete napokat a 2000–2001-es szezon hozta el, amikor a csapat az utolsó előtti helyen zárt, és újból farkasszemet nézett az élvonalbeli szereplésre kiéhezett másodosztályú alakulatokkal. A feljutás ezúttal sokkal rögösebb volt, mint a korábbi három alkalommal, és csak az utolsó néhány fordulóban bemutatott kiváló játéknak köszönhette az ezüstérmet, egyben újbóli élvonalbeli szereplést jelentő helyet.
A 2001–2002-es szezon óta folyamatosan első osztályú Bné Jehúdá 2006-ban bejutott a kupadöntőbe, ahol 1–0-s vereséget szenvedett a Hapóél Tel-Aviv ellenében.
A bajnoki tabella negyedik helyén végzett, majd a 2006–2007-es szezonban mutatkozott be az európai kupaporondon. Az UEFA-kupa 2. selejtezőkörében a Lokomotiv Szofija ellen csúfos teljesítménnyel, kettős vereséggel, lőtt gól nélkül búcsúzott.

## Sikerei

### Nemzeti
- Izraeli bajnok:

1 alkalommal (1990)
- Izraelikupa-győztes: (más néven: Izrael Állam labdarúgókupája)

2 alkalommal (1968, 1981)
- Totó-kupa-győztes:

2 alkalommal (1992, 1997)

## Eredményei

### Európaikupa-szereplés

#### Összesítve
| Kupa       | J | Gy | D | V | Rg | Kg |
| ---------- | - | -- | - | - | -- | -- |
| UEFA-kupa  | 2 | 0  | 0 | 2 | 0  | 6  |
| Összesítve | 2 | 0  | 0 | 2 | 0  | 6  |

#### Szezonális bontásban
| Idény     | Kupa      | Forduló         | Klub              | 1. mérk. | 2. mérk. |
| --------- | --------- | --------------- | ----------------- | -------- | -------- |
| 2006–2007 | UEFA-kupa | 2. selejtezőkör | Lokomotiv Szofija | 0–2 (S)  | 0–4 (V)  |

Megj.:
- S = semleges pályán
- V = idegenben

## Külső hivatkozások
- A Bné Jehúdá hivatalos honlapja (héberül), (angolul)
- A Bné Jehúdá adatlapja az uefa.com-on (angolul)